# Léon Blum

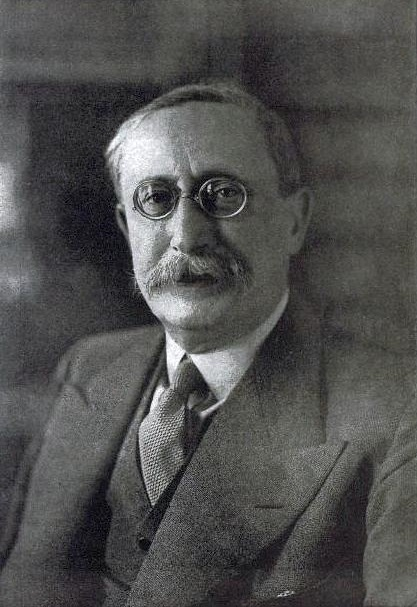
Léon Blum (1936)

André Léon Blum ([ɑ̃ˈdʁe leˈɔ̃ blum]; geboren am 9. April 1872 in Paris; gestorben am 30. März 1950 in Jouy-en-Josas, Département Seine-et-Oise) war ein französischer  Jurist, Schriftsteller und sozialistischer Politiker. Von 1936 bis 1947 war er mehrfach französischer Premierminister. Von 1943 bis 1945 war er Gefangener in deutschen Konzentrationslagern.

## Leben

### Stationen
Léon Blum wurde in eine jüdische, bürgerliche Familie in Paris geboren. Seine Eltern waren Abraham Blum (geboren 22. Juli 1831 in Westhoffen im Elsass) und Adèle Marie Alice Picart (geboren 7. November 1841 in Paris). Blum selbst wurde Agnostiker.
Er besuchte das renommierte Lycée Henri IV. Dort traf er den Schriftsteller André Gide und veröffentlichte seine ersten Gedichte im Alter von 17 in einer Zeitschrift, die sie gemeinsam herausgaben. Ab 1890 absolvierte er ein Studium an der Elitehochschule École normale supérieure (ENS).
| 2. Kabinett Blum, 13. März bis 10. April 1938     |
| ------------------------------------------------- |
| Léon Blum – Premierminister und Finanzminister    |
| Édouard Daladier – Verteidigungsminister          |
| Joseph Paul-Boncour – Außenminister               |
| Albert Sérol – Arbeitsminister                    |
| Albert Rivière – Rentenminister                   |
| Georges Monnet – Landwirtschaftsminister          |
| Paul Faure – Staatssekretär                       |
|                                                   |
| Übergangsregierung, Dezember 1946 bis Januar 1947 |
| Léon Blum – Premierminister und Außenminister     |
| André Le Troquer – Verteidigungsminister          |
| Édouard Depreux – Innenminister                   |
| André Philip – Finanzminister                     |
| Robert Lacoste – Industrieminister                |
| Daniel Mayer – Arbeitsminister                    |
| Paul Ramadier – Justizminister                    |
| François Tanguy-Prigent – Landwirtschaftsminister |
| Guy Mollet – Staatssekretär                       |

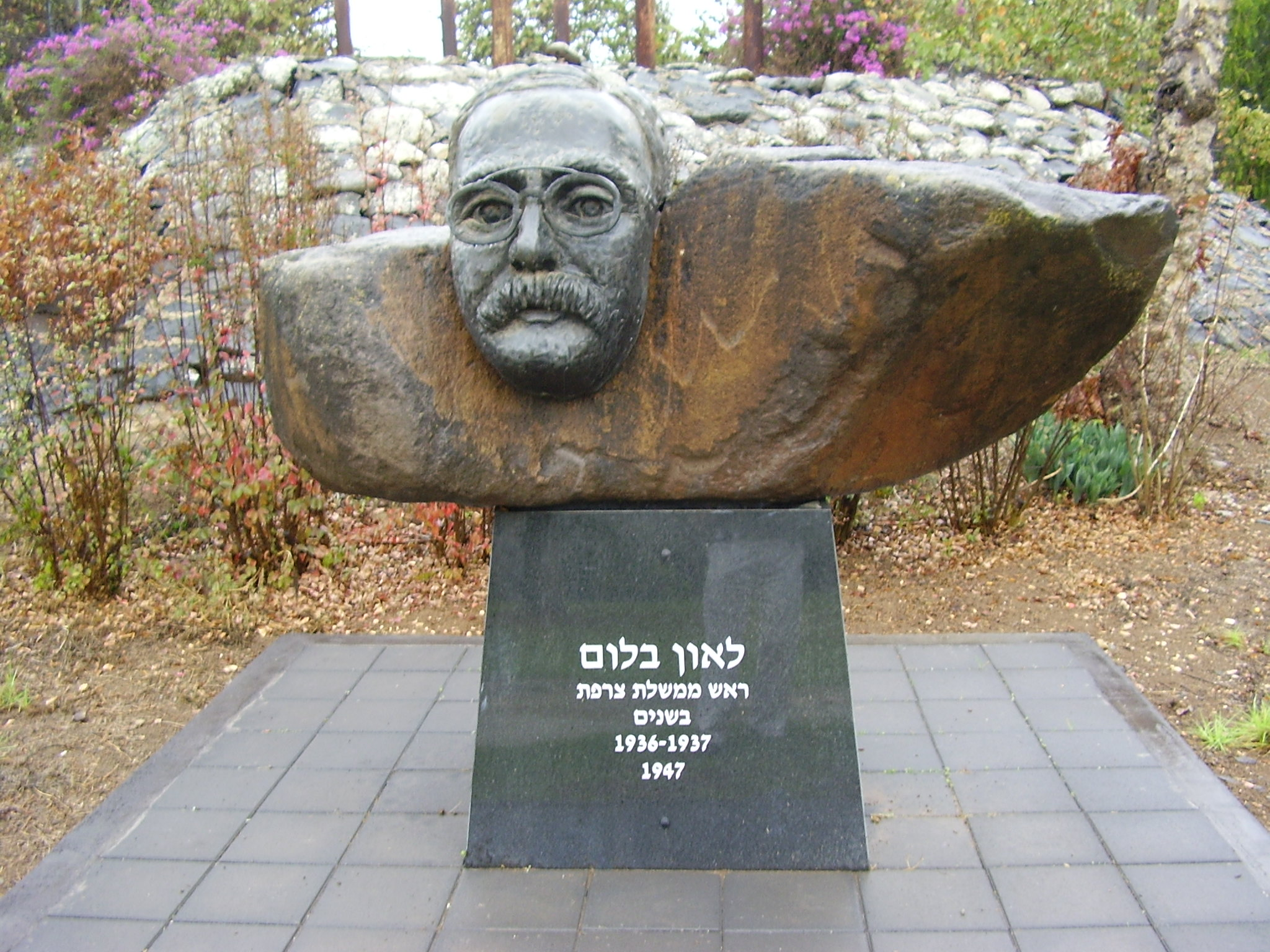
Blum-Denkmal im Kibbuz Kfar Blum

Blum war während dreier kurzer Phasen Ministerpräsident Frankreichs: 4. Juni 1936 bis 29. Juni 1937, 13. März bis 10. April 1938, 16. Dezember 1946 bis 16. Januar 1947. Sein Name ist mit der Volksfront vor dem Zweiten Weltkrieg verbunden. Er hatte sich als Jurist schon früh in der politischen Welt betätigt und seit 1904 an der Zeitung L’Humanité mitgearbeitet. 1905 gelang es ihm, die verschiedenen Strömungen der französischen Sozialisten zur Partei Section française de l’Internationale ouvrière, SFIO („Französische Sektion der Arbeiter-Internationale“), zu vereinen. Programmatisch bemühte er sich vor allem um das Eindämmen radikaler kommunistischer Forderungen. Später verhalf er einigen sozialen und wirtschaftlichen Reformen zum Durchbruch.
Er wurde am 4. Juni 1936 (nach Wahlen am 26. April und 3. Mai) der erste sozialistische Premierminister Frankreichs in der Regierung der so genannten Front populaire („Volksfront“). Zum ersten Mal waren damals (drei) Frauen in der Regierung zu einem Zeitpunkt, als Frauen in Frankreich noch kein Wahlrecht besaßen. Eine von ihnen war neben Suzanne Lacore und Cécile Brunschvicg die Physikerin und Nobelpreisträgerin Irène Joliot-Curie, eine Tochter Marie Curies. Die Einführung des Frauenwahlrechts gelang auch der Volksfrontregierung nicht.
Die Kommunisten tolerierten die Regierung, ohne ihr anzugehören. Vincent Auriol war Finanzminister; Charles Spinasse Wirtschaftsminister. Die Regierung wollte – im keynesianischen Sinne – die Wirtschaft durch Konsum ankurbeln. Die Regierung bestand bis zum 29. Juni 1937. Blums Nachfolger wurde Camille Chautemps (22. Juni 1937 bis 14. Januar 1938 und 18. Januar 1938 bis 10. März 1938).
Blums zweite Amtszeit währte vom 13. März bis zum 8. April 1938. Er trat zurück, nachdem der Senat ihm volle finanzielle Freiheiten verweigert hatte. Im Juli 1940 stimmte er in der Nationalversammlung als einer der „quatre-vingts“ gegen die Ermächtigung Philippe Pétains zum Staatschef.
Als führender Kopf des französischen Widerstandes wurde er von Pierre Laval 1943 nach dem Prozess von Riom (19. Februar 1942 bis 21. Mai 1943) den deutschen Besatzern überstellt, nach Deutschland deportiert und von Mai 1943 bis April 1945 im Falknerhaus des KZ Buchenwald als prominenter „Ehrenhäftling“ interniert. 
Sein Bruder René Blum, Impresario der Ballets Russes de Monte Carlo, wurde im September 1942 im KZ Auschwitz ermordet. Am 24. April 1945 wurde Léon Blum gemeinsam mit etwa 140 prominenten Insassen des KZ Dachau nach Niederdorf (Südtirol) transportiert, wo die Gefangenen von Soldaten der Wehrmacht unter dem Befehl des Hauptmanns Wichard von Alvensleben befreit wurden, nachdem die SS-Wachsoldaten aufgegeben hatten (siehe Befreiung der SS-Geiseln in Südtirol).
Nach seiner Rückkehr nach Frankreich war Blum politischer Direktor der Tageszeitung Populaire. Im Dezember 1946 wurde er zum dritten Mal zum Premierminister gewählt. Blums drittes Kabinett war eine provisorische Regierung der Nachkriegszeit, vom 16. Dezember 1946 bis 22. Januar 1947, das politisch von de Gaulle wegführte. Anschließend übernahm Vincent Auriol (Sozialistische Partei) als erster Präsident der Vierten Republik die Regierung.
Am 30. März 1950 starb Blum im Alter von 77 Jahren an einem Infarkt. Er liegt auf dem städtischen Friedhof von Jouy-en-Josas begraben.

### Familie
In erster Ehe war Léon Blum mit Lise Bloch (1869–1931) verheiratet. Aus dieser Ehe ging sein einziger Sohn Robert Blum (1902–1975) hervor. 1932 heiratete er Thérèse Pereyra (1881–1938), mit der er bereits seit 1911 eine Beziehung führte. Von 1943 bis zu seinem Tod war Léon Blum in dritter Ehe mit Jeanne Blum verheiratet.

## Schriften (Auswahl)
- Stendhal et le beylisme. Société d’éditions littéraire et artistique, Paris 1914. Reprint Forgotten Books, 2018, ISBN 978-0-331-33143-1.
- Beschwörung der Schatten. Die Affäre Dreyfus. Aus dem Französischen mit einer Einleitung und Anmerkung von Joachim Kalka. Berenberg, Berlin 2005, ISBN 3-937834-07-9.
- Lettres de Buchenwald. Hrsg. Ilan Greilsammer. Gallimard, Paris 2003, ISBN 2-07-076335-8.
- Auswahl aus dem Werk. Ausgewählt und eingeleitet und aus dem Französischen übersetzt von Grete Helfgott. Europa, Frankfurt 1970.
- Dein Weg zum Sozialismus. Eingeleitet von Herbert Wehner, ins Deutsche übertragen von Jean Glöckner. Das Volk, München 1947.
- Blick auf die Menschheit. Übertragung ins Deutsche von Willy Vetter. Rowohlt, Hamburg und Europa, Wien 1947.
- France at war: sacrifices for victory. Labour Party, London 1940.
- mit Lev Davidovič Trockij, František Xaver Šalda: Für Recht und Wahrheit: Materialien zum Moskauer Prozess. Prag 1936.
- Ohne Abrüstung kein Friede. Die französische Sozialdemokratie im Kampf um die Organisation des Friedens. Übersetzung Rosa Hilferding, Einleitung Rudolf Hilferding. Dietz, Berlin 1932.
- mit Raphael Abramowitsch, Friedrich Adler, Emile Vandervelde: Der Moskauer Prozeß und die Sozialistische Arbeiter-Internationale. Dietz, Berlin 1931.
- Das französische Budget und das Reparationsproblem. Kammerrede, Mulhouse 1923.

## Ehrungen
Der Kibbuz Kfar Blum im nördlichen Galiläa ist nach Léon Blum benannt.